# Герб міста Солігорськ
Герб міста Солігорськ (Герб Солігорська, біл. Герб Салігорска) — геральдичний знак міста Солігорськ (Солігорський район, Мінська область, Білорусь).

## Опис
Варязький щит, розсічений «у колону»: у правому лазурному полі половина золотого колоса, у лівому червоному — шість пар срібних і червоних соболів.
Червоні і білі смуги в гербі Солігорська символізують пласти калійних солей — основного природного багатства регіону. Золотий колос у блакитному полі означає плодючість, животворчу силу, яку дають ґрунтам калійні добрива. Колос також відображує господарчу міць та економічне процвітання.
Герб запропоновано комісією з розробки міської геральдики міста Солігорськ і зареєстровано в Гербовому реєстрі (матрикулі) Республіки Білорусь 28 травня 1998 року № 12.